# Philip Triplett
Philip Triplett (* 24. Dezember 1799 im Madison County, Kentucky; † 30. März 1852 in Owensboro, Kentucky) war ein US-amerikanischer Politiker. Zwischen 1839 und 1843 vertrat er den Bundesstaat Kentucky im US-Repräsentantenhaus.

## Werdegang
Philip Triplett besuchte die öffentlichen Schulen seiner Heimat. Nach einem anschließenden Jurastudium und seiner 1824 erfolgten Zulassung als Rechtsanwalt begann er in Owensboro in diesem Beruf zu praktizieren. Gleichzeitig schlug er eine politische Laufbahn ein. 1824 wurde er in das Repräsentantenhaus von Kentucky gewählt. In den 1830er Jahren wurde er Mitglied der Whig Party.
Bei den Kongresswahlen des Jahres 1838 wurde Triplett im zweiten Wahlbezirk von Kentucky in das US-Repräsentantenhaus in Washington, D.C. gewählt, wo er am 4. März 1839 die Nachfolge von Edward Rumsey antrat. Nach einer Wiederwahl konnte er bis zum 3. März 1843 zwei Legislaturperioden im Kongress absolvieren. Die Zeit ab 1841 war von den Spannungen zwischen Präsident John Tyler und den Whigs geprägt. Außerdem wurde damals bereits über eine Annexion der seit 1836 von Mexiko unabhängigen Republik Texas diskutiert.
Im Jahr 1842 verzichtete Triplett auf eine erneute Kandidatur. 1849 war er Delegierter auf dem regionalen Parteitag der Whigs. Philip Triplett starb am 30. März 1852 in Owensboro.